# Hypolimnas daemonides
Hypolimnas daemonides är en fjärilsart som beskrevs av Otto Staudinger 1896. Hypolimnas daemonides ingår i släktet Hypolimnas och familjen praktfjärilar. Inga underarter finns listade i Catalogue of Life.